# Todiramphus farquhari
Todiramphus farquhari là một loài chim trong họ Alcedinidae.